# Wonokasian
Wonokasian is een bestuurslaag in het regentschap Sidoarjo van de provincie Oost-Java, Indonesië. Wonokasian telt 5041 inwoners (volkstelling 2010).